# Transformada de Laplace
En matemàtiques, la transformada de Laplace és una transformada integral que converteix una funció de variable real (temps), a valors reals o complexos, en una funció de variable complexa (freqüència). La transformada de Laplace és similar a la transformada de Fourier. Mentre que la transformada de Fourier és una funció complexa d'una variable real, la transformada de Laplace és una funció complexa d'una variable complexa.
Aquesta transformada integral té una sèrie de propietats que la fan útil en l'anàlisi de sistemes lineals. Un dels avantatges més significatius rau en el fet que la integració i derivació es converteixen en multiplicació i divisió. Això transforma les equacions diferencials i integrables en equacions polinòmiques, molt més fàcils de resoldre.
Una altra aplicació important en els sistemes lineals és el càlcul del senyal de sortida. Aquest es pot calcular mitjançant la convolució de la resposta impulsiva del sistema amb el senyal d'entrada. La realització d'aquest càlcul a l'espai de Laplace converteix la convolució en una multiplicació, habitualment més senzilla.
La transformada de Laplace és al temps continu el que la transformada de Z és al discret.

## Perspectiva històrica

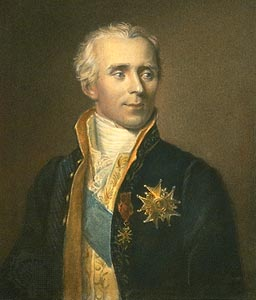
Marquès Pierre-Simon de Laplace

La transformada de Laplace du el nom del matemàtic i astrònom Pierre-Simon Laplace, que va utilitzar una transformada similar en els seus estudis en teoria de la probabilitat. Laplace va escriure extensivament sobre l'ús de les funcions generatrius a Essai philosophique sur les probabilités (1814), i la forma integral de la transformada de Laplace va evolucionar de forma natural com el resultat del seu estudi.
L'ús de les funcions generatrius era similar al que actualment es coneix com la transformada Z, i no va dedicar gaire atenció al cas amb variable contínua que va ser estudiada per Niels Henrik Abel. La teoria va ser posteriorment desenvolupada en els segles xix i xx per Matyáš Lerch, Oliver Heaviside, i Thomas Bromwich.
L'ús actual i extens de la transformada (principalment en enginyeria) va arribar durant els inicis i després de la Segona Guerra Mundial, en substitució del càlcul operacional anterior, desenvolupat per Heaviside. Gustav Doetsch va emfasitzar les avantatges de la transformada de Laplace, i va ser ell qui la va anomenar així per primer cop, aparentment.
A partir de 1744, Leonhard Euler va investigar les integrals de la forma
{\displaystyle z=\int X(x)e^{ax}\,dx\quad {\text{ i}}\quad z=\int X(x)x^{A}\,dx}
com a solucions d'equacions diferencials, però no va arribar gaire lluny. Joseph Louis Lagrange era un admirador d'Euler i, en el seu treball sobre la integració de les funcions de densitat de probabilitat, va investigar expressions de la forma
{\displaystyle \int X(x)e^{-ax}a^{x}\,dx,}
que alguns historiadors moderns han interpretat que forma part de la teoria moderna de la transformada de Laplace.
Aquests tipus d'integrals sembla que van atraure l'interès de Laplace primerament l'any 1782, quan, seguint l'esperit d'Euler, usava les pròpies integrals com a solucions d'equacions. Tanmateix, l'any 1785, Laplace va fer un pas crític endavant quan, enlloc de simplement buscar la solució en forma d'integral, va començar a aplicar les transformades en el sentit que més endavant es faria més popular. Va utilitzar una integral de la forma
{\displaystyle \int x^{s}\varphi (x)\,dx,}
igual que en el cas de la transformada de Mellin, es transforma tota l'equació de diferència per tal de trobar solucions de l'equació transformada. Va anar més enllà i va aplicar la transformada de Laplace de la mateixa manera i va començar a derivar-ne algunes de les seves propietats, començant a apreciar-ne tot el seu potencial.
Laplace també va reconèixer que el mètode de Joseph Fourier de les sèries de Fourier per resoldre l'equació de difusió només es podia aplicar en una regió limitada de l'espai, ja que les seves solucions estaven formades per un seguit de funcions periòdiques. L'any 1809, Laplace va aplicar la seva transformada per trobar solucions que es difonguessin indefinidament en l'espai.

## Definició formal
Sigui {\displaystyle f} una funció definida per a tots els nombres reals t ≥ 0 a valors reals o complexos. La transformada de Laplace de {\displaystyle f} és la funció {\displaystyle F} de variable complexa {\displaystyle s\in \mathbb {C} }, definida per:
{\displaystyle F(s)={\mathcal {L}}\left\{f(t)\right\}(s)=\int _{0}^{\infty }e^{-st}f(t)\,dt.}
sempre que la integral convergeixi.

Sota bones condicions, dues funcions distintes tenen transformades de Laplace distintes (injectivitat de la transformada de Laplace) i això permet definir la transformada de Laplace inversa (també anomenada integral de Bromwich):
{\displaystyle {\mathcal {L}}^{-1}\{F(s)\}=f(t),}
on {\displaystyle F(s)\equiv {\mathcal {L}}\{f(t)\}}.

## Propietats

### Linealitat
{\displaystyle {\mathcal {L}}\left\{af(t)+bg(t)\right\}=a{\mathcal {L}}\left\{f(t)\right\}+b{\mathcal {L}}\left\{g(t)\right\}}

### Derivació
{\displaystyle {\mathcal {L}}\{f'(t)\}=s{\mathcal {L}}\{f(t)\}-f(0)}
{\displaystyle {\mathcal {L}}\{f''(t)\}=s^{2}{\mathcal {L}}\{f(t)\}-sf(0)-f'(0)}
{\displaystyle {\mathcal {L}}\left\{f^{(n)}(t)\right\}=s^{n}{\mathcal {L}}\{f(t)\}-s^{n-1}f(0)-\cdots -f^{(n-1)}(0)}
{\displaystyle {\mathcal {L}}\left\{f^{(n)}(t)\right\}=s^{n}{\mathcal {L}}\{f(t)\}-\sum _{i=1}^{n}s^{n-i}f^{(i-1)}(0)}
{\displaystyle {\mathcal {L}}\{tf(t)\}=-F'(s)}
{\displaystyle {\mathcal {L}}\{f(e^{t^{2}}))} (que creix més ràpid que {\displaystyle e^{-st}}) no poden ser obtingudes per Laplace, ja que {\displaystyle e^{t^{2}}}, no és una funció d'ordre exponencial.

### Integració
{\displaystyle {\mathcal {L}}\left\{\int _{0}^{t}f(\tau )\,d\tau \right\}={1 \over s}{\mathcal {L}}\{f\}}

### Producte per t^n
{\displaystyle {\mathcal {L}}\{\,t^{n}f(t)\}=(-1)^{n}{\frac {d^{n}F(s)}{ds^{n}}}}

### Divisió per t^n
{\displaystyle F(s)={\mathcal {L}}\left\{f(t)\right\}=\int _{s}^{\infty }F(s)\,ds.}

### Modulació
{\displaystyle {\mathcal {L}}\left\{e^{at}f(t)\right\}=F(s-a)}

### Translació
{\displaystyle {\mathcal {L}}\left\{f(t-a)u(t-a)\right\}=e^{-as}F(s)}
{\displaystyle {\mathcal {L}}^{-1}\left\{e^{-as}F(s)\right\}=f(t-a)u(t-a)}
Nota: {\displaystyle u(t)} es la funció esglaó o funció de Heaviside.

### Escalat
{\displaystyle {\mathcal {L}}\left\{f(at)\right\}={\frac {1}{a}}F(s/a)}

### Transformada de Laplace d'una funció amb períodep
{\displaystyle {\mathcal {L}}\{f\}={1 \over 1-e^{-ps}}\int _{0}^{p}e^{-st}f(t)\,dt}

## Transformades comunes

### Potencian-èsima
{\displaystyle {\mathcal {L}}\left\{t^{n}\right\}={\frac {n!}{s^{n+1}}}}, si {\displaystyle n\in \mathbb {N} }

### Sinus
{\displaystyle {\mathcal {L}}\{\,\sin(\omega t)\}={\frac {\omega }{s^{2}+\omega ^{2}}}}

### Cosinus
{\displaystyle {\mathcal {L}}\{\,\cos(\omega t)\}={\frac {s}{s^{2}+\omega ^{2}}}}

### Sinus hiperbòlic
{\displaystyle {\mathcal {L}}\{\,\sinh(bt)\}={\frac {b}{s^{2}-b^{2}}}}

### Cosinus hiperbòlic
{\displaystyle {\mathcal {L}}\{\,\cosh(bt)\}={\frac {s}{s^{2}-b^{2}}}}

### Logaritme natural
{\displaystyle {\mathcal {L}}\{\,\ln(t)\}=-{\frac {\ln(s)+\gamma }{s}}}

### Arreln-èsima
{\displaystyle {\mathcal {L}}\{\,{\sqrt[{n}]{t}}\}=s^{-{\frac {n+1}{n}}}\cdot \Gamma \left(1+{\frac {1}{n}}\right)}

### Funció de Besselde primera espècie
{\displaystyle {\mathcal {L}}\{\,J_{n}(t)\}={\frac {\left(s+{\sqrt {1+s^{2}}}\right)^{n}}{\sqrt {1+s^{2}}}}}

### Funció modificada de Bessel de primera espècie
{\displaystyle {\mathcal {L}}\{\,I_{n}(t)\}={\frac {\left(s+{\sqrt {-1+s^{2}}}\right)^{-n}}{\sqrt {-1+s^{2}}}}}

### Funció error
{\displaystyle {\mathcal {L}}\{\,\operatorname {erf} (t)\}={e^{s^{2}/4}\operatorname {erfc} \left(s/2\right) \over s}}

### Convolució
{\displaystyle {\mathcal {L}}\{f*g\}={\mathcal {L}}\{f\}{\mathcal {L}}\{g\}}

## Altres transformades de Laplace
| Transformada de Laplace                                                     | Funció en el temps                                                                              |
| --------------------------------------------------------------------------- | ----------------------------------------------------------------------------------------------- |
| {\displaystyle 1}                                                           | {\displaystyle \delta (t)} (delta de Dirac)                                                     |
| {\displaystyle {\frac {1}{s}}}                                              | {\displaystyle u(t)} (funció esglaó)                                                            |
| {\displaystyle {\frac {1}{(s+a)^{n}}}}                                      | {\displaystyle {\frac {t^{n-1}}{(n-1)!}}e^{-at}}                                                |
| {\displaystyle {\frac {1}{s(s+a)}}}                                         | {\displaystyle {\frac {1}{a}}(1-e^{-at})}                                                       |
| {\displaystyle {\frac {1}{(s+a)(s+b)}}}                                     | {\displaystyle {\frac {1}{b-a}}\left(e^{-at}-e^{-bt}\right)}                                    |
| {\displaystyle {\frac {s+c}{(s+a)^{2}+b^{2}}}}                              | {\displaystyle e^{-at}\left(\cos {(bt)}+\left({\frac {c-a}{b}}\right){\mbox{sin}}{(bt)}\right)} |
| {\displaystyle {\frac {{\mbox{sin}}\varphi s+a\cos \varphi }{s^{2}+a^{2}}}} | {\displaystyle {\mbox{sin}}{(at+\varphi )}}                                                     |